# Ormosia rectangularis
Ormosia rectangularis är en tvåvingeart som beskrevs av Alexander 1934. Ormosia rectangularis ingår i släktet Ormosia och familjen småharkrankar. Inga underarter finns listade i Catalogue of Life.